# Madara (musikalbum)
Madara är ett album gjort av det japanska bandet The Gazette. Det släpptes 30 mars 2004.

## Låtlista
1. MAD MARBLE HELL VISION
2. Shiiku re ta haru kaware nu haru
3. Ruder
4. No.[666]
5. Kijo no tame no inochi